# Kyelang
Kyelang är en ort i Indien.   Den ligger i distriktet Lāhul and Spiti och delstaten Himachal Pradesh, i den norra delen av landet, 400 km norr om huvudstaden New Delhi. Kyelang ligger 3 038 meter över havet och antalet invånare är 14 182.
Terrängen runt Kyelang är huvudsakligen mycket bergig. Kyelang ligger nere i en dal. Runt Kyelang är det mycket glesbefolkat, med 3 invånare per kvadratkilometer. Kyelang är det största samhället i trakten. Trakten runt Kyelang består i huvudsak av gräsmarker.